# Alfred Rawlinson
Alfred Rawlinson (Mayfair, Grand Londres, 17 janvier 1867 – Clapham, Grand Londres, Royaume-Uni, 1er juin 1934), est un joueur de polo, aviateur et baronnet britannique. En 1900, il remporta la médaille d'or en polo aux Jeux olympiques de Paris, avec l'équipe des Foxhunters Hurlingham.